# Ebusus ebusus
Ebusus ebusus är en fjärilsart som beskrevs av Stoll 1780. Ebusus ebusus ingår i släktet Ebusus och familjen tjockhuvuden. Inga underarter finns listade i Catalogue of Life.

## Bildgalleri

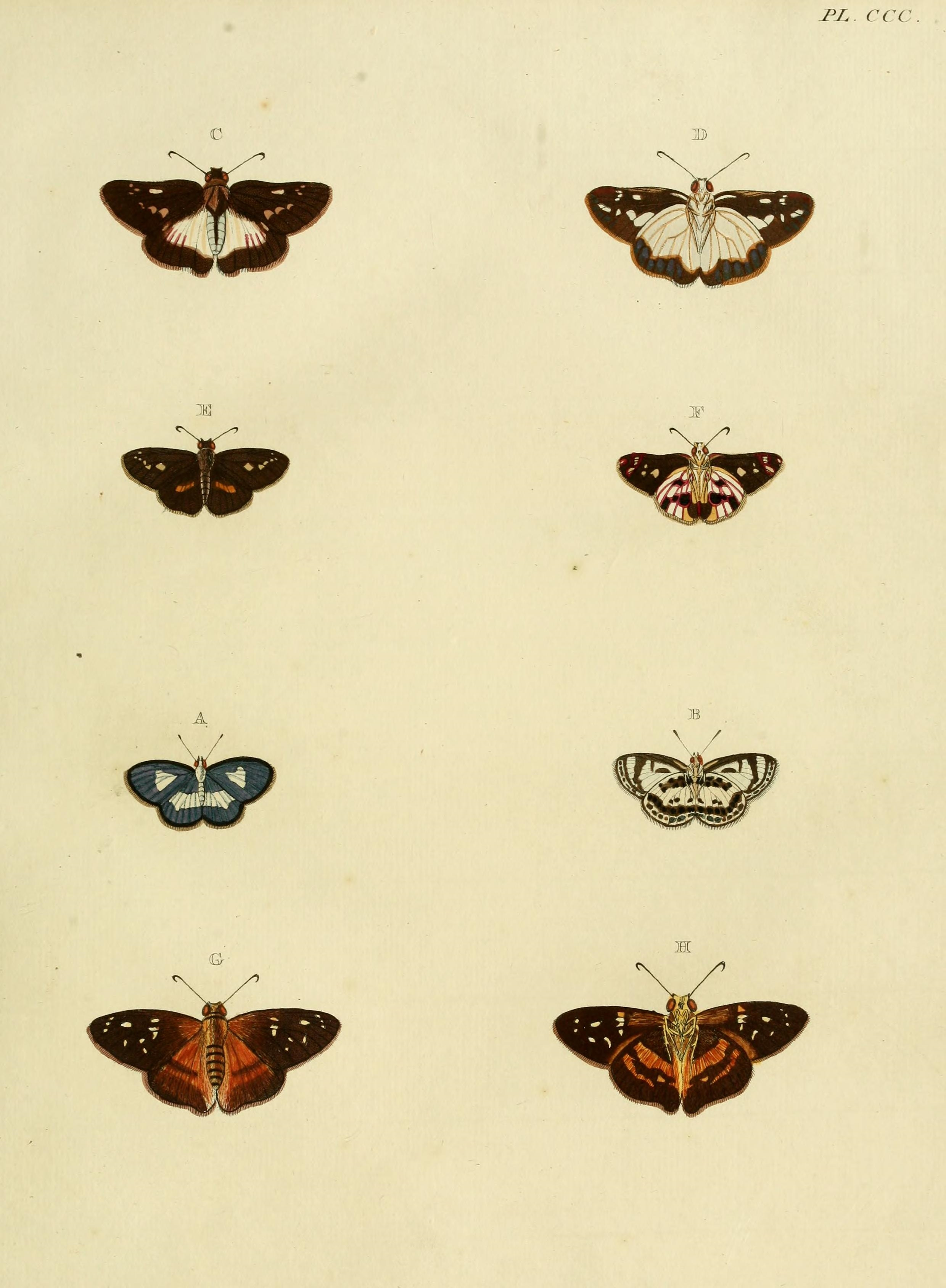
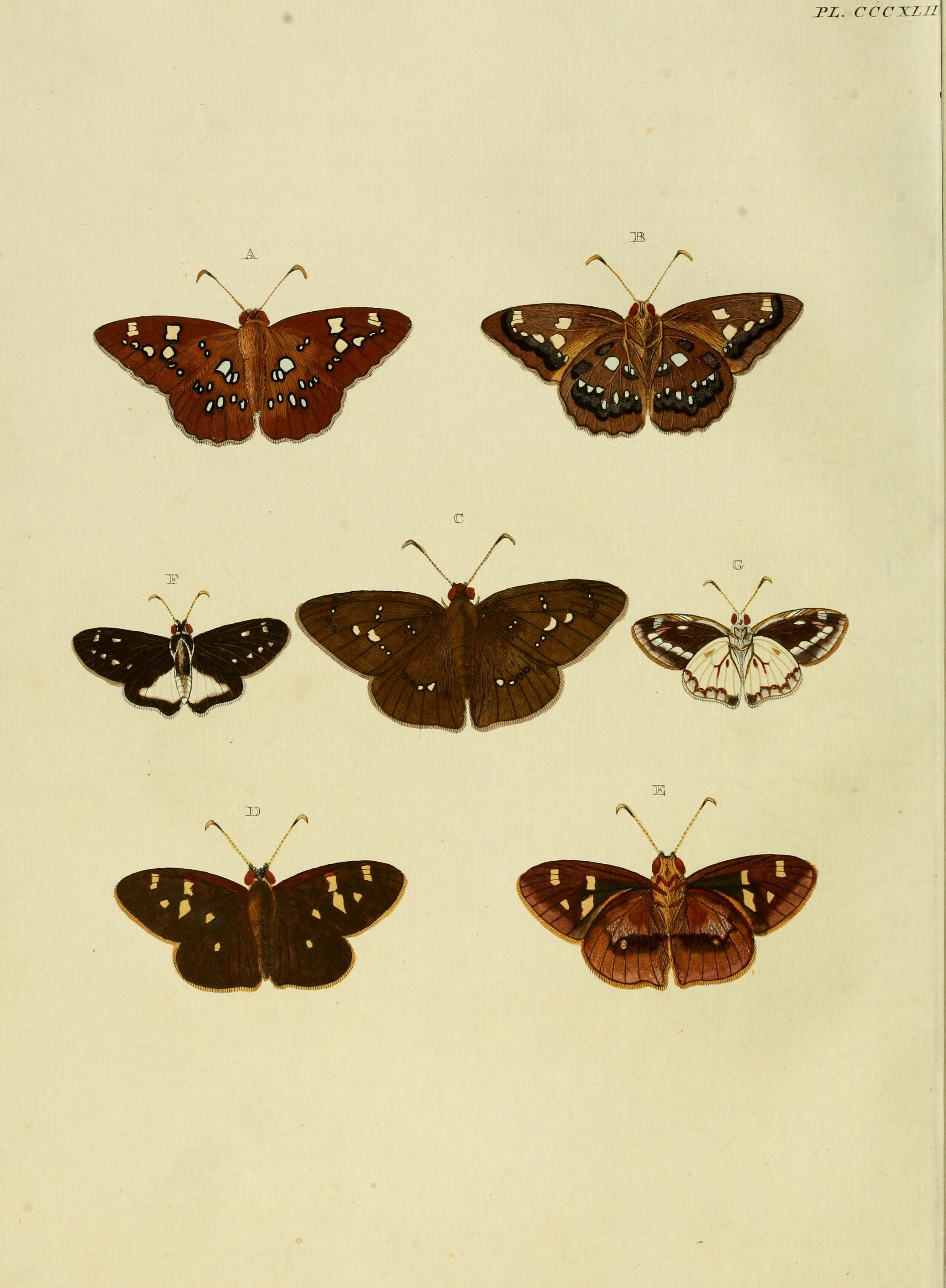